# 베이퍼웨이브

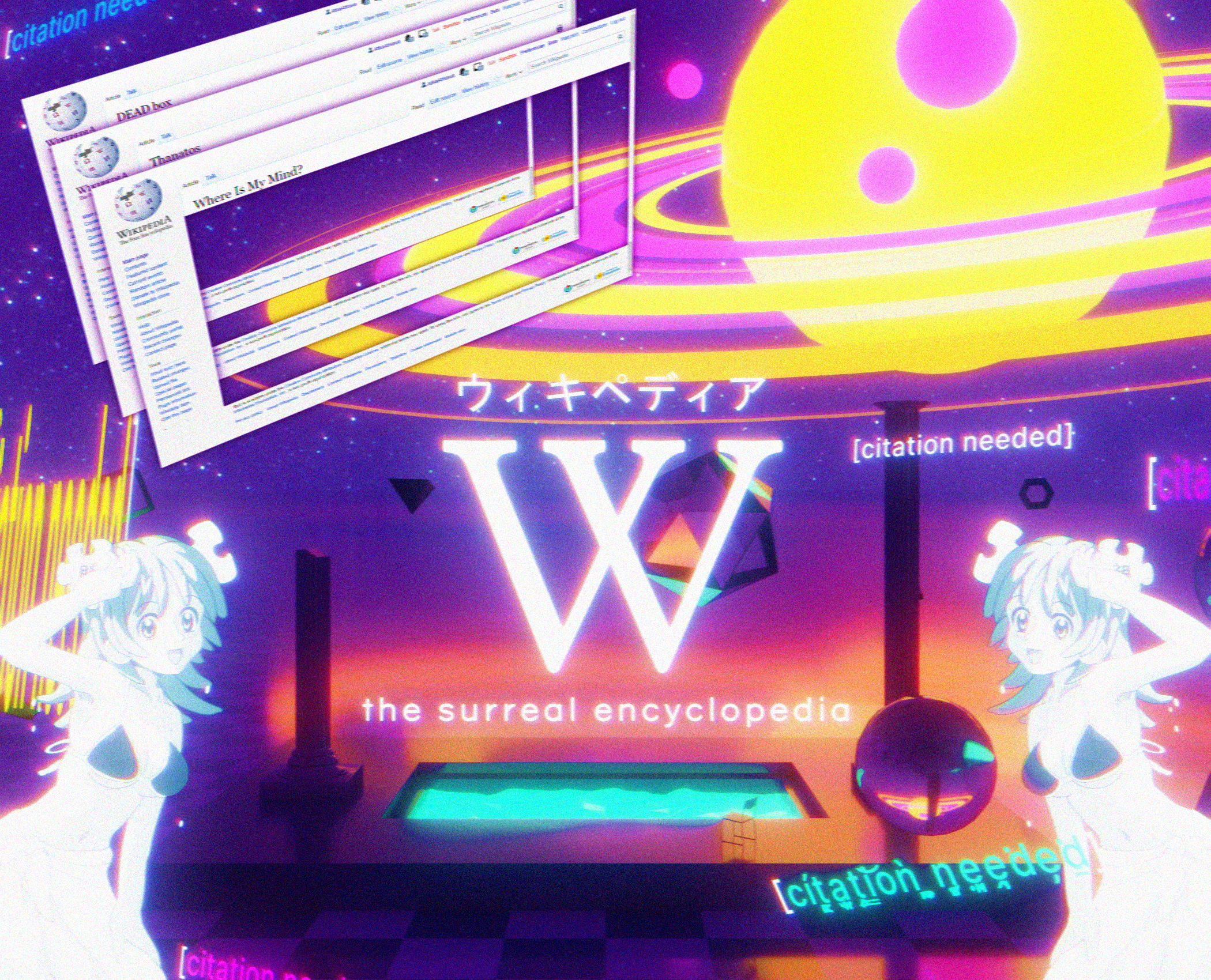
위키백과 편집자가 만든 베이퍼웨이브 스타일의 사진. 출처 필요, 위키페탄 등이 배치되어 있다.

베이퍼웨이브(Vaporwave)는 2010년대 초반부터 웹의 음악 커뮤니티를 중심으로 새롭게 나타난 음악 사조이자 예술 운동이다. 전자 음악의 파생 장르로 분류하기도 하며, 인터넷 문화를 기반으로 하여 80년대와 90년대의 대량 생산에 의한 대중 문화에 대한 향수를 반영하는 복고풍 음악으로 특징된다.

## 특징
80년대와 90년대의 배경 음악의 샘플링을 사용하거나 곡의 속도나 톤을 변조하는 등의 기법으로 만들어진다. 이는 이미 대량으로 버려진 폐기물을 합성하여 새로운 음악으로 재탄생시킴으로써 뉴 에이지와 같은 기존 음악 작품의 작품성을 패러디/풍자한다는 뜻을 담는 언더그라운드 음악의 실현이다.
베이퍼웨이브의 특징 중 몇 가지로, 기존에 존재하던 음악(특히 디스코 음악 위주)의 속도를 늦추거나, 콘솔 게임기에서 사용되는 것 같은 전자음을 샘플링으로 사용하는 위주로 만들어진다. 이 장르의 뮤직비디오에는 주로 화려하고 강한 색감의 1990년대, 2000년대 초의 저해상도 인터넷 이미지나, 윈도우 95, 윈도우 XP 시기의 아이콘, 배경화면, 알림음 등의 요소와 90년대 3D 기술이 비교적 발달되지 못하던 시절의 로우 폴리 모델들이 사용된다. 사이버펑크 SF 장르에서 주로 사용되는 화려한 색감의 전광판과 같은 연출을 하기도 한다. 초창기 베이퍼웨이브 장르 음악 뮤직비디오에는 1980년대 일본의 TV 광고 영상들을 그대로 가져와 음악에 맞춰 편집하는 모습을 보였다.
베이퍼웨이브의 지지자들은 자신들의 음악을 "미학"적이라고 표현하며, 시각적인 부각으로써 이를 표방하는 음악의 제목을 【ＡＥＳＴＨＥＴＩＣＳ】와 같이 전각 기호로 표시하거나, 가나 문자, 간체자 혹은 번체자로 표기하곤 한다. 동아시아 문자가 사이버펑크 장르에 자주 사용되는 요소 중 하나이기 때문에, 베이퍼웨이브가 해당 장르 성격에 부합하도록 하기 위한 장치이며, 이질적임을 연출하기 위해 고의적으로 의미를 알 수 없게 하거나 아무 글자를 배열시킨 제목들도 볼 수 있다.

## 파생 장르
- 주체웨이브 (Juchewave): 주체사상에서 따왔으며, 조선민주주의인민공화국에서 만들어진 음악을 느린 속도로 재생하고, 북한의 사진들과 사이버펑크에서 사용되는 요소들을 뮤직비디오에 합성한 리믹스 장르

## 같이 보기
- 나이트코어 (Nightcore): 음악의 속도를 빠르게, 음정을 높게 만들고 애니메이션 캐릭터 그림을 영상에 함께 올리는 리믹스 장르